# Otto Riedel (Maler)
Otto Riedel (* 8. Jänner 1906 in Klosterneuburg; † 18. August 1991 ebenda) war ein österreichischer Maler und Zeichner. Sein künstlerisches Schaffen war geprägt von vielen verschiedenen Techniken, von der Skizze über die Tuschzeichnung, Aquarelle, Öl- und Acrylbilder bis hin zu Holz- und Metalldrucken.

## Leben
Otto Riedel war viel auf Reisen. Während des Zweiten Weltkrieges wurde er von den Dörfern Russlands und Frankreichs zum Zeichnen inspiriert. Seine intensive Schaffenszeit begann in den 1950er Jahren und war mit vielen Reisen nach Italien, Griechenland, Jugoslawien, in die Türkei, aber auch in den Norden verbunden.
Zahlreiche Ausstellungen in Österreich und Deutschland machten sein Werk bekannt. Persönliche Auszeichnungen erfuhr er durch die langjährige Präsidentschaft des Klosterneuburger Künstlerbundes (KKB), die Verleihung des österreichischen Professorentitels und zahlreicher anderer Ehrungen wie der medaille d’argent bei der Europa-Ausstellung in Brüssel, des Kulturpreises der Stadt Klosterneuburg und der Rudolf-von-Alt-Ehrung des Künstlerhauses, zu dessen Ehrenmitglied er 1981 ernannt wurde.
1991 starb er und wurde am Oberen Stadtfriedhof in Klosterneuburg beigesetzt.
Riedel hat eine unverwechselbare Art der Architekturzeichnungen sowie des Holz-, Linol- und Metalldruckes entwickelt und hinterließ ein umfangreiches Werk an Zeichnungen, Drucken, Aquarellen und Ölbildern.